# Nikolaus Mollyn
Nikolaus Mollyn, auch Mollin (* etwa 1550; † 1625 in Riga), war ein Buchdrucker.
Mollyn stammte möglicherweise aus Norddeutschland, vielleicht aus Hamburg. Sein Vater war in Amsterdam als Buchdrucker tätig. Auch Mollyn selbst ist dort zwischen 1575 und 1587 als Drucker nachgewiesen. Im Jahre 1588 wurde er durch den Syndikus der Stadt Riga, David Hilchen, zum amtlichen Drucker von Riga berufen. Nach einer erfolgreich bestandenen zweijährigen Probezeit wurde er zum 1. Januar 1591 mit einem Jahresgehalt von 100 Thalern als städtischer Buchdrucker und -händler fest angestellt. Somit war er der erste im Baltikum tätige Drucker. Zudem wurde Mollyn von allen bürgerlichen Leistungen befreit. König Siegismund von Polen und später König Gustav Adolf von Schweden stellten für Mollyn Mandate aus, um seine Druckerzeugnisse vor unerlaubtem Nachdruck innerhalb ihres Herrschaftsbereichs zu schützen. 1597 nahm Mollyn seinen Schwiegersohn Peter van Meren als Geschäftspartner auf. Van Meren wurde vom Stadtrat offiziell zum Correctos der Mollynschen Druckerei bestellt. Mollyn orientierte seine Druckproduktion nach dem alltäglichen Bedarf. Er druckte Kalender, Predigtsammlungen, Schulbücher und Flugschriften. Nur wenige Mollyndrucke sind erhalten geblieben. Nach Mollyns Tod heiratete der Drucker Gerhard Schröder die Witwe und übernahm die Druckerei.